# スヴァトプルク1世
スヴァトプルク1世、スヴェトプルク1世、スヴァトプルク大王、ツヴェンティボルト (ラテン語: Zuentepulc, Zuentibald, Sventopulch; 古代教会スラヴ語: Свѧтопълкъ Svętopъłkъ; スロバキア語: Svätopluk I, ポーランド語: Świętopełk; ギリシア語: Σφενδοπλόκος, Sphendoplókos　840年ごろ - 894年)は、モラヴィア王（在位: 870年-871年、871年-894年）。モラヴィア王国の最大版図を現出した。
860年代、スヴァトプルク1世は叔父の君主ラスティスラフのもとで公国を形成した。その位置については、現在でも歴史家の間で説が定まっていない。ラスティスラフは東フランク王ルートヴィヒ2世に従属していたが、870年にスヴァトプルク1世がラスティスラフから王位を奪い、フランク人に対して反旗を翻した。同年の内に彼はフランク人に捕らえられたが、モラヴィア人の反乱がおきたことで釈放された。彼の元で反乱軍は侵略者のフランク人に勝利を収めた。スヴァトプルク1世は874年にフォルヒハイムで東フランク王国と和平を結び、フランク人に貢納しつつもフランク人の領域外へ勢力を拡大する自由を得た。882年には東フランク王に従属するパンノニア辺境領にも侵攻した。
スヴァトプルク1世はローマ教皇と良好な関係を築き、彼とその領民は880年に公式に聖座の保護を獲得した。教皇ステファヌス5世は、885年の書簡で彼を「王」と呼ぶまでになった。またスヴァトプルク1世は当初メトディオスを招聘して国内のキリスト教化に努めたが、ドイツ人聖職者の機嫌を取るため古代教会スラヴ語による典礼を弾圧し、885年にメトディオスが死去した翌年には彼の弟子たちをモラヴィアから放逐した。
スヴァトプルク1世の王国は、麾下の公や新たな征服地が極めて緩やかに集まった連合体であった。
スヴァトプルク1世が没して間もなく、モラヴィア王国は彼の息子たちの内紛やマジャル人の襲撃の激化により崩壊した。
スヴァトプルク1世が築いた最大版図は、現在のチェコ (モラヴィアおよびボヘミア)、スロバキア、ポーランド、ハンガリーにまで至った。18世紀以降、スロバキアのナショナル・ロマンティシズムの潮流の中で、スヴァトプルク1世は「スロバキア人の王」と呼ばれ、スロバキア民族の英雄とされることもあったが、これは歴史的には正確でない。

## 王位奪取まで
フルダ年代記によれば、スヴァトプルクは歴史上名が知られている2代目のモラヴィア王ラスティスラフの甥であったという。彼は840年ごろに生まれた可能性が高い。12世紀の事実とフィクションが入り混じったドゥクリャ司祭の年代記によれば、スヴァトプルクの父はスヴェティミルといった。17世紀にモイミール朝の家系図を完成させたトマーシュ・ペシーナ・ス・チェコロドゥは、スヴァトプルクをボギスラフという人物の息子とした。
スヴァトプルクは大モラヴィアの中で860年代前半に台頭してきたとみられている。『メトディオスの生涯』によれば、スヴァトプルクはラスティスラフと共に、スラヴ語が話せる宣教師をモラヴィアに派遣してくれるよう東ローマ皇帝ミカエル3世に依頼した。ミカエル3世は、テッサロニキのスラヴ語方言に堪能なキュリロスとメトディオスの兄弟を派遣することにした。彼ら兄弟は863年にモラヴィアに到来し、すぐに宣教を始めた。彼らが古代教会スラヴ語に翻訳した典礼文書は、867年に教皇ハドリアヌス2世の認可を受けた。
然る程に、スラヴの公ロスティスラヴ（ラスティスラフ）がスヴァトプルクと共に、モラヴィアから皇帝ミカエルへ使者を送ってきて言うには、「我々は神の恩寵により繁栄を遂げ、また多くのキリスト教徒の師が、イタリアやギリシア、ドイツなどから我々の元へ至り、様々なことを伝えております。しかし我らスラヴは単純な民族であり、我々を真実へ導き思慮深く説いてくれる者がおりません。それゆえ、親切なる君よ、我らをすべての真実へと導くような者を送られんことを。」—メトディオスの生涯

## 権力掌握と治世初期

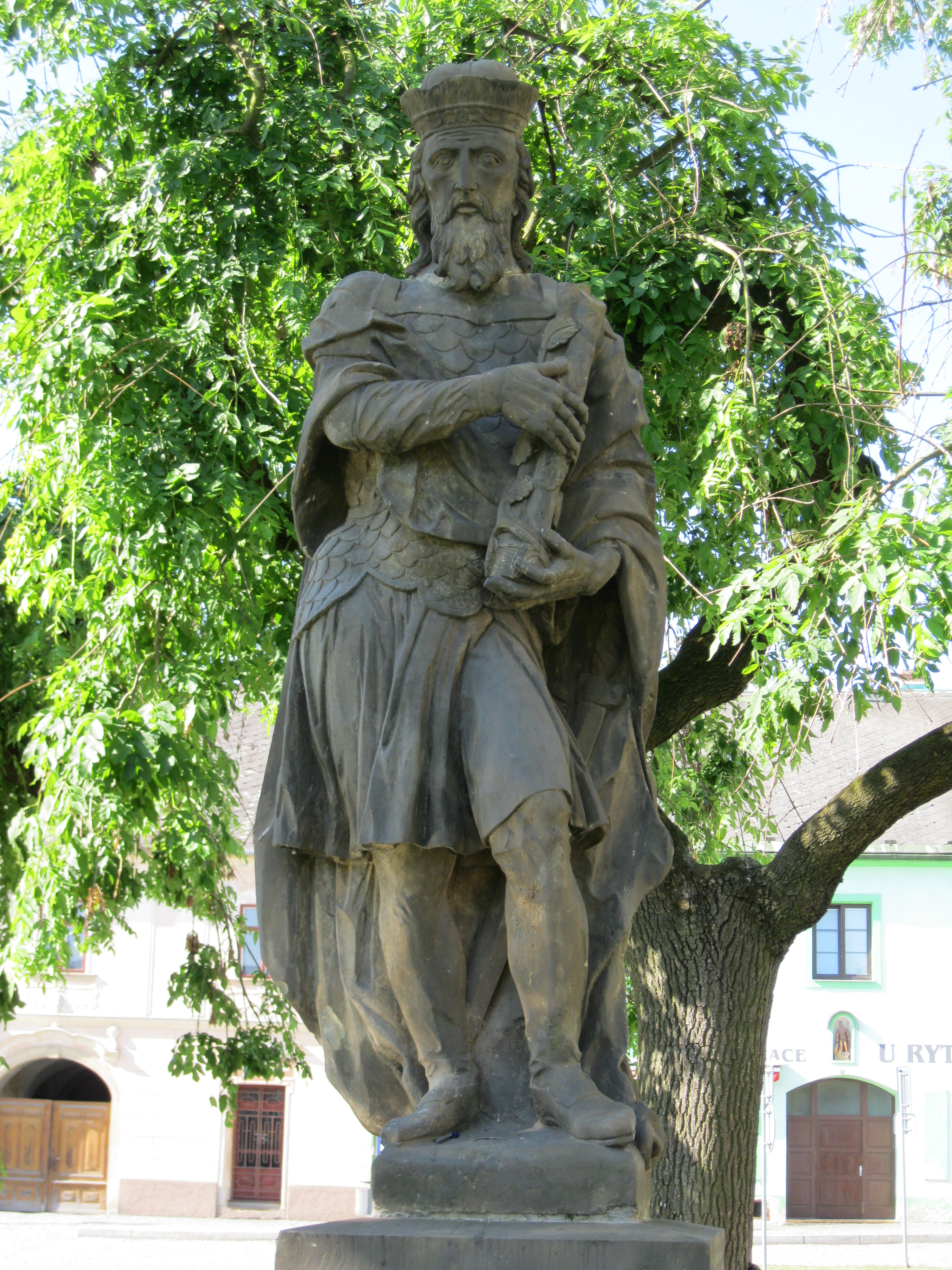
スヴァトプルク1世の像（チェコ、ロシュティツェ）

フランク人の文献（フルダ年代記）では、スヴァトプルクは869年に初めて言及される。この時点で彼は大モラヴィアのなかに個人の「国家」(regnum) を有していた。彼の宮廷は「ラスティスラフの古い都市」(urbs antique Rastizi) にあったという。この都市については、チェコのスタレー・ムニェスト（文字通り「古い都市」の意）やスロバキアのニトラ、セルビアの古市シルミウム（現スレムスカ・ミトロヴィツァ）など諸説ある。
スヴァトプルクの「国家」は、869年に東フランク王ルートヴィヒ2世の息子カールマン率いるバイエルン軍に侵略、略奪された。また同時に、ラスティスラフの支配域にはカールマンの弟カール（3世）率いるフランケン軍・アレマンニア軍が侵攻していた。この両軍は間もなく東フランクへ帰っていったが、この時スヴァトプルクはひそかにカールマンと連絡をとり、彼に自身とその領国をゆだねる密約を結んでいた。
これを知ったラスティスラフは猛烈に怒り狂ったといわれ、彼は甥のスヴァトプルクを宴会に招いて謀殺しようとした。しかしスヴァトプルクはラスティスラフの策略についてあらかじめ密告を受けていたため、逆にラスティスラフを捕らえてカールマンの元へ身柄を送った。ラスティスラフが厳重な警備の元バイエルンへ追放されると、カールマンは直ちに彼の領土を併合した。
ラスティス（Rastiz、ラスティスラフ）の甥ツヴェンティボルト（Zwentibald、スヴァトプルク）は、熟慮の末、自らとその王国をカールマンにゆだねた。ラスティスはこれに怒り狂い、ひそかに甥を襲撃しようと企み、宴会の中で彼があらゆる攻撃を想定していないうちに縊り殺そうとした。しかし神の恩寵により、彼（スヴァトプルク）は死の危険から逃げおおせた。建物のなかに彼を殺そうとする者たちが入ってこようという前に、彼はある陰謀を知る者から警告を受け、鷹の訓練に行くと偽って外へ出かけたので、襲撃を免れることができたのである。ラスティスは陰謀が露見したことを知ると、甥を捕らえるため戦士たちに後を追わせた。しかし神の公正なる審判により、彼は自らが仕掛けた罠にはまり、彼は甥に捕らえられ、縛られカールマンのもとへ送られた。彼は逃れられないように戦士たちの護衛を受けてバイエルンへ送られ、王の御前に引き出されるまで牢獄に留め置かれた。—フルダ年代記 (870年)
ラスティスラフを捕らえた褒賞として、カールマンはスヴァトプルクの個人領を安堵したが、残りの大モラヴィアの領域はオストマルク共同辺境伯ヴィルヘルム2世・エンゲルシャルク1世の兄弟に与えてしまった。またカールマンはラスティスラフとスヴァトプルクの領域に対する支配権を主張し、教皇ハドリアヌス2世によりシルミウム大司教に任じられていたメトディオスを捕縛した。さらに871年前半、カールマンはスヴァトプルクにも背信の罪を着せて投獄した。スヴァトプルクが、カールマンに反抗する弟ルートヴィヒ3世や西フランク王シャルル2世と内通していたというのが罪状であった。モラヴィアの民はスヴァトプルクが死んだと思い、新たにモイミール家のスラヴォミールを君主に立てた。

## 東フランク王国との戦争とフォルヒハイムの和約
まもなくスヴァトプルクが無実であることがわかり、カールマンは彼を解放した。スヴァトプルクをカロリング家に縛り付けておくため、カールマンはスヴァトプルクに、自らの庶出の孫の代父を務めさせた。そのため、このカールマンの孫、アルヌルフの子にあたる子どもは、スヴァトプルクのドイツ語名ツヴェンティボルトと名乗ることになった。
スヴァトプルクは、カールマンの軍勢を率いてモラヴィアに戻り、スラヴォミールら自分を裏切った反乱モラヴィア人たちを倒そうとした。しかし「ラスティスラフの古い都市」に到着したとき、東フランクから来て都市の外に待機していたバイエルン人たちが反乱側と通じ、スヴァトプルクを裏切った。都市をカールマンの助力により奪回したスヴァトプルクであったが、ここに至って彼はカールマンへの臣従を破棄し、城壁の中にいながら膨大な数のモラヴィア軍を召集し、城外のバイエルン軍を奇襲して破った。モラヴィア人は多数のバイエルン戦士を捕虜とし、残余を殺害し、モラヴィアからフランク人勢力を駆逐した。カールマンに派遣されていたヴィルヘルム2世とエンゲルシャルク1世も殺害され、スヴァトプルクは名実ともに大モラヴィアの支配者となった。驚いたカールマンは国中のモラヴィアの人質を集めてスヴァトプルクのもとへ送ったが、代わりに帰ってきたのは半死半生の状態のラートボトという男一人だけだった。

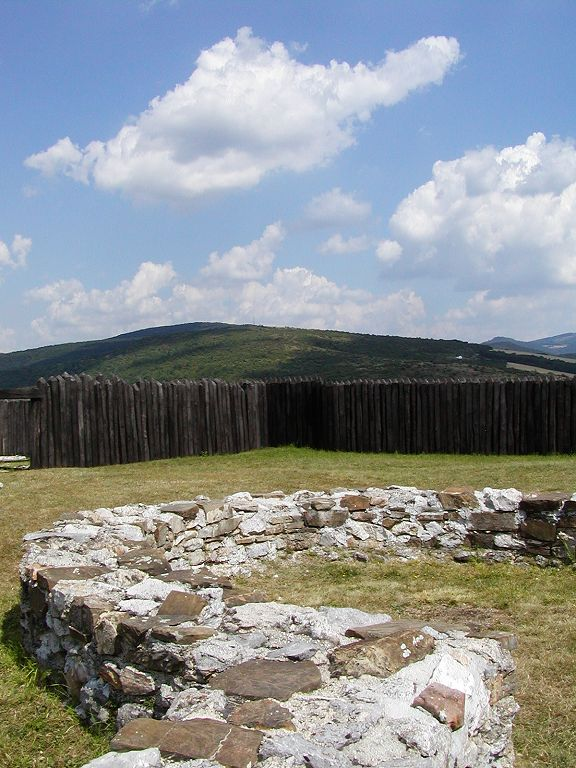
スロバキア・DucovéのKostolecの丘に残るモラヴィア王国の要塞跡

871年10月、東フランク王ルートヴィヒ2世はバイエルンとフランケンの軍をボヘミアに差し向けた。フランケン軍はボヘミアのある要塞に続く隘路にいたモラヴィアの一隊を奇襲した。このモラヴィア軍はボヘミアの公（ドゥクス）の娘をモラヴィアへ連れて帰る途中だった。これはモラヴィアの大貴族と結婚させるためだったと考えられている。モラヴィア軍は何とか要塞に逃げ込んだが、その際に装備を整えた644頭の馬を隘路に置き去りにした。ボヘミアの指導者とモラヴィアの大貴族が政略結婚を結ぼうとしていたとすれば、これはスヴァトプルク1世がボヘミアとの同盟を志していたことを示していると言える。
ルートヴィヒ2世はスヴァトプルク1世が重大な脅威になりつつあることに気づき、872年に多方面から軍を召集して翼包囲をかけるような形で、モラヴィア領内に多方面から侵攻した。「モラヴィアのスラヴ人」に対する第一陣は5月にレーゲンスブルクを出発したが、これに所属していたテューリンゲンやザクセンの兵たちは、一回敵と遭遇しただけで逃げ去ってしまった。第二陣はフランケンの兵で構成され、ヴュルツブルク司教アルンとフルダ修道院長シギハルトが指揮官となった。この軍はよく戦ったが大多数が戦死し、東フランクへ帰れた兵はほんの一握りしかいなかった。最後の第三陣はカールマン率いるバイエルンとカランタニアの軍で、彼らはモラヴィアの地を灰燼となし、スヴァトプルク1世の軍を「きわめてよく防備が固められた要塞」に逃げ込まざるを得なくさせた。しかしスヴァトプルク1世は速やかに大軍を召集し、ドナウ川の船を守るために残留していたレーゲンスブルク司教Emriacho指揮下のバイエルン人を攻撃した。
873年5月、教皇ヨハネス8世は行方不明になっていたメトディオスの所在探しに乗り出した。実のところメトディオスは、まだバイエルンに囚人として留め置かれていた。ヨハネス8世は厳しい言葉を連ねた書簡をカールマンやバイエルンの司教たちに送り、メトディオスを即刻復位させるよう命じた。またヨハネス8世は、ルートヴィヒ2世とスヴァトプルクの間で和平を結ぶよう仲介に入ったようである。ルートヴィヒ2世はイタリアのヴェローナでヨハネス8世と面会した後、フォルヒハイムという地へ赴いた。ここでフルダ年代記によれば、ルートヴィヒ2世は「スヴァトプルク1世から和平条約を求める使節を迎えた」。両者の間で結ばれた和約の詳細は不明だが、おそらくスヴァトプルク1世がルートヴィヒ2世に貢納する代わりに、ルートヴィヒ2世が大モラヴィアに対するあらゆる敵対行動を取りやめる、という妥協策だったと考えられている。この結果、モラヴィアへの帰還を許されたメトディオスは、比較的平和な状況下で数年間活動することができた。

## 王国の拡大

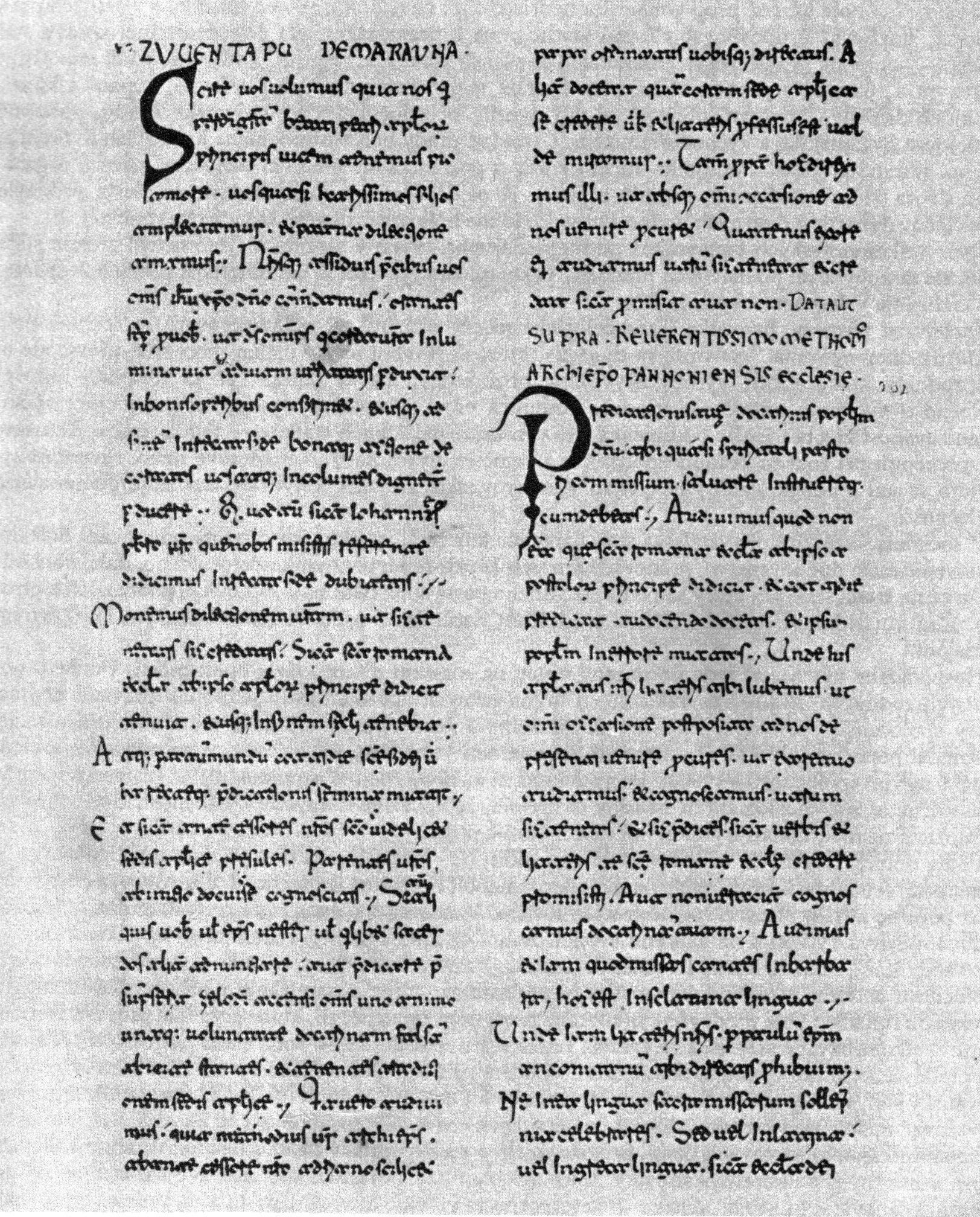
879年に教皇ヨハネス8世がスヴァトプルク1世に宛てて書いた書簡「スキレ・ヴォス・ヴォルムス」(Scire vos volumus)

濃緑：スヴァトプルク1世時代のモラヴィア王国として確実視されている領域　薄緑：王国領であった可能性が現代の歴史家たちの間で議論されている領域

モラヴィア王国（大モラヴィア）は、870年代に急速な拡大を遂げたとされる。例えば、『メトディオスの生涯』には、「ヴィスワ川流域に住む非常に強力な異教徒の公」の地（ポーランド）に攻め込み、これを捕虜としたという記録がある。またザルツブルク大司教テオトマール1世が900年ごろに書いた書簡によれば、スヴァトプルク1世は異教徒が住み着いていたニトラ近辺を征服した。ただ現代の歴史学では、そのような広大な領域が恒常的にモラヴィアへ併合されたという主張は疑問視されている。例えば、被征服地とされるマウォポルスカ（小ポーランド）やシレジア、パンノニアといった地域には考古学的にも文献でもモラヴィアの支配を受けた証拠が見つかっていないのである。
スヴァトプルク1世の拡大政策が成功した原因は、西ヨーロッパが879年から886年にかけて大規模なヴァイキングの襲来を受けており、フランク人の王国がそちらへの対処に忙殺されていたこともあった。一方で『メトディオスの生涯』は、スヴァトプルク1世の軍事成果とメトディオスの業績を直接結びつけようとしている。例えば、メトディオスがスヴァトプルク1世に、聖ペテロの祝日を大司教（メトディオス）の教会で祝えば、彼の元へ敵を「神が直ちに連れてくる」だろうと約束した。スヴァトプルク1世が従ったところ、実際にそうなったのだ、という話が記されている。

しかしスヴァトプルク1世自身はラテン典礼を支持しており、宮廷内で力を増すメトディオスらスラヴ典礼派の排除を企てるようになった。そこで879年、スヴァトプルク1世はスラヴ式儀式の反対者として知られていた「ヴェネツィアのヨハネス」という人物をローマに派遣し、教会儀式の齟齬を解決する道を探った。一方同年に教皇はメトディオスに書簡を送った中で、彼が古代教会スラヴ語を使って布教していることを咎めている。これに対しメトディオスは、880年にモラヴィアの使節を伴ってローマを訪れた。彼の影響力により、ヨハネス8世は方針転換した。彼は勅書『インドゥストリアエ・トゥアエ』(Industriae tuae)で、ミサでは常にラテン語が用いられるよう求める反面、スラヴ語祈祷書の使用も認めた。またこの勅書では、ラスティスラフの時代に教皇が行った、大モラヴィアに大司教区を設置する決定も再確認された。スヴァトプルク1世の要請にこたえ、教皇はドイツ人聖職者Witchingをニトラ司教に昇格させたが、彼をはじめ大モラヴィアのすべての聖職者は、今だスヴァトプルク1世の王国の教会の長であるメトディオスに従うこととされた。
あなたの前任者（ヨハネス8世）は、ツヴェンティボルト公の求めに応じWichingを司教に任じました。しかし、彼（ヨハネス8世）は彼（Wiching）を古代からの歴史あるパッサウ司教区ではなく、公に打ち負かされ異教からキリスト教へ改宗し、新たに洗礼を受けた者たちのもとへ差し向けられたのです。—ザルツブルク大司教テオトマールとその属司教より、教皇ヨハネス9世への書簡

## ヴィルヘルム戦争
881年、ルートヴィヒ2世の末子カール（3世）が単独の東フランク王となった。この時、かつて870年の戦争でバイエルン軍を率いモラヴィアを占領したヴィルヘルム2世とエンゲルシャルク1世の息子たち（ヴィルヘルム家）が、バイエルンの大貴族たちと共謀して、オストマルク辺境伯アルボ1世の追放を企んでいた。アルボ1世はルートヴィヒ2世からドナウ川方面の防衛の鍵を握る役割を与えられていた。しかしアルボ1世はカール3世やスヴァトプルク1世に支援を求め、後者には人質として自分の子まで差し出した。
スヴァトプルク1世は、ヴィルヘルム2世とエンゲルシャルク1世によって「いかに彼らが悪であり、自分の民が苦しめられたかを思い出し」、アルボ1世の求めに応じてヴィルヘルム家の子たちを攻撃した。間もなくモラヴィア軍はエンゲルシャルク1世の次男を捕らえ、スヴァトプルク1世は彼を不具にするよう命じた。その後、残るヴィルヘルム家の子どもたちはカール3世の領域に撤退し、カールマンの息子で当時パンノニアを支配していたアルヌルフの元に参じた。これを知ったスヴァトプルク1世はアルヌルフに使者を送り、ヴィルヘルム家の子たちを直ちに手放すよう要求した。しかしアルヌルフが拒絶したので、スヴァトプルク1世は彼の領域に侵攻した。この動きにはモラヴィア人やカール3世下のフランク人だけでなく、ブルガール人も加わった。ザルツブルク年代記によれば、この881年にはマジャル人もウィーン付近を襲ったという。彼らはスヴァトプルク1世かアルヌルフのどちらかに傭兵として雇われ、戦争に介入したものとみられる。

「ヴィルヘルム戦争」は884年まで続き、ラーバ川以東のパンノニアは荒廃した。最終的に、この戦争はスヴァトプルク1世がカウムベルクでカール3世に臣従し、和平を約束することで終結した。またスヴァトプルク1世は、彼が生きている限り2度とカール3世の領域を侵さないことを約束し、カール3世は彼を自分の王国の中の公として認知した。しかしアルヌルフとスヴァトプルク1世のあいだの平和は、数年しか持たなかった。
パンノニアにいた彼ら（ヴィルヘルム2世とエンゲルシャルク1世の子どもたち）は平和を軽んじていたが、このことがラアブ川（ラーバ川）の東方のパンノニアを2年半にわたって荒廃させることになった。奴隷とされたうちで子のある男や女は殺され、多くの指導的な男たちは殺されたり、囚われたり、または最も不面目なものでは、手か舌か性器を切り落とされたうえで送り返されたのである。—フルダ年代記 (884年の項)

## 晩年
スヴァトプルク1世のもとにいたメトディオスは、885年にカウムベルクで死去した。彼は死の間際に、モラヴィア人の弟子のひとりゴラズド(Gorazd)を、最も後継者にふさわしい人物に指名していた。しかしゴラズドは、即座に教皇の承認を得なかった、もしくはそう出来なかった。後釜を狙うニトラ司教Witchingが大急ぎでローマに赴いていたからである。彼は教皇ステファヌス4世に、メトディオスがスラヴ語典礼の問題でヨハネス8世に逆らっていたことを説いた。その結果、この新教皇は手始めにモラヴィアにおける教会儀式でのスラヴ語の使用を禁止した。さらにステファヌス5世はスヴァトプルク1世に書簡『クィア・テ・ゼロ』(Quia te zelo)を送り、基本信条に「フィリオクェ」を加え、東ローマ帝国式の土曜日の断食をやめるよう要求した。
Witchingがローマから帰ると、スヴァトプルク1世はゴラズドやオフリドのクリメントらメトディオスの弟子たちを呼びつけ、教皇の指示に従うよう命じた。弟子たちがこれを拒むと、スヴァトプルク1世はこの問題の対処をWitchingに一任した。弟子たちの一部は直ちに投獄され、その後モラヴィアから追放された。残る者たちは、聖ナウムのように奴隷として売り飛ばされた。メトディオスの弟子たちの追放により、中央ヨーロッパにおけるスラヴ語礼拝は終焉した。しかし弟子たちの一部は第一次ブルガリア帝国に迎えられ、ここで活動を続けることができた。
ステファヌス5世は、書簡『クィア・テ・ゼロ』Quia te zeloの中でスヴァトプルク1世を「スラヴの王」(rex Sclavorum)と呼んでいる。スヴァトプルクの王号は、同時代のフルダ年代記には認められないが、10世紀前半の年代記者プリュムのレギーノは彼を「モラヴィアのスラヴの王」(rex Marahensium Sclavorum)と呼んでおり、スヴァトプルク1世が実際に王号を獲得していたことは確実である。12世紀後半のドゥクリャ司祭年代記によれば、スヴァトプルク1世は教皇使節、枢機卿、司教の面々の前で、「ダルマの野でローマ風の」姿で王冠を戴冠した。

887年、ヴィルヘルム戦争でスヴァトプルク1世と戦ったアルヌルフが東フランク王となった。二人は890年冬に、オムンテシュペルヒ(Omuntesperch、位置は不明)という地で会見した。ここでスヴァトプルク1世は、アルヌルフにイタリアへ侵攻し聖座を守るよう求めるステファヌス5世の書簡を手渡した。プリュムのレギーノによれば、ここでアルヌルフがスヴァトプルク1世にボヘミアの諸公領(ducatus)を割譲することも取り決められた。
主の顕現から890年、アルヌルフ王はモラヴィアのスラヴ人のツヴェンティボルト王にボヘミア人の支配を譲り渡した。もともとボヘミア人は彼らの内の人々から支配者を選んでいて、フランク人と結んだ不可侵の盟約にも忠実であった。アルヌルフがこの挙に出たのは、彼が王国の王位を得るにあたり、ツヴェンティボルトと親密な友人の関係を築いていたからである。—Regino of Prüm: Chronicon, Book II
フルダ年代記によれば、891年、アルヌルフは辺境伯アルボらをモラヴィアに派遣し、和平の更新を求めた。まもなくアルボは東フランクへ、モラヴィア人が友好関係を保つことに同意し、自分たち使節もスヴァトプルク1世のもとを発って帰路についたことを伝える書簡を送った。しかしスヴァトプルク1世がこの取り決めを破ったので、アルヌルフは同年の内にモラヴィアに侵攻することを決めた。まずアルヌルフはサヴァ川流域のスラヴ人の公ブラスラヴと面会し、次いでフランケン、バイエルン、アレマンニアの軍を召集した。またこの遠征に際しては、マジャル人も味方につけていた。このことについて、後の10世紀オットー朝時代の著述家クレモナのリウトプラントは、アルヌルフがモラヴィアを打倒しようとしたがゆえに後のマジャル人のヨーロッパ全土にわたる破壊がもたらされたのだと非難している。
一方で、アークトゥルスの星の下に集う国々で最も強力な王アルヌルフは、先述のモラヴィア人の公スヴャトポルク（スヴァトプルク1世）が勇ましく抵抗してくるのを克服することができなかった。そして――ああ！―—先述の、人々が「閉鎖」と呼ぶよく守られた防壁を取り除いたアルヌルフは、ハンガリーの民（マジャル人）、強欲で、無分別で、全能の神を知らずあらゆる罪悪に通じ、殺人と略奪だけに貪欲な者たちに支援を求めた。なるほどそれは確かに「支援」と呼べるものであったが、そう時を置かず彼が死ぬときにはすでに、その判断が滅びの危機を招き、南方や西方の他の国々の民をも崩壊の時へと引きずり込むことが証明されてしまったのである。—Liudprand of Cremona、Retribution, Book One、
892年7月にモラヴィアに侵攻したアルヌルフであったが、スヴァトプルク1世を打倒することができず、戦争は894年まで続いたとみられている。この年、フルダ年代記によれば、スヴァトプルク1世は「もっとも不幸な死」を遂げたと伝えている。その記述は戦争中の些細な災難による死であったことを暗示しているが、詳しい状況は不明である。
ツヴェンティバルト、モラヴィア人の公にしてすべての背信の源であり、小細工と悪賢さにより周囲の地をかき乱し、人の血への欲求に憑りつかれた者は、不幸な死を遂げ、最後に家来たちに、平和の愛人とならず隣人との対決を続けるよう遺言した。—フルダ年代記 (894年の項)、

## その後
スヴァトプルク1世が死去したとき、モラヴィア王国はその最大版図を実現し、その威勢も頂点を迎えていたが、その後は中央ヨーロッパの中心的地位から転落していく。まず895年には、チェコ人（ボヘミア）がモラヴィア王国の手から脱した。東ローマ皇帝コンスタンティノス7世によれば、スヴァトプルク1世は死の床で息子たちに王国の統一を保つよう遺言したというが、彼の死後まもなくアルヌルフがモイミール2世とスヴァトプルク2世の対立を焚き付け、モラヴィア王国は分裂してしまった。最終的に、モラヴィア王国はマジャル人の侵攻を受け10世紀初頭に崩壊した。
モラヴィアの公スペンドポロコス（スヴァトプルク1世）は、隣国にとっては勇ましく恐ろしい存在だった。このスペンドポロコスには3人の息子がおり、彼は死に際して彼の国家を3つに分け、3人にそれぞれ分け与える中で、長男に最も大きい領域を与え、他の二人には長男の命令に従うよう言った。彼は一人一人がばらばらにならぬよう強く説き、彼らにその例を示した。彼は3本の棒をまとめて縛って長男にわたし、それを折るよう言った。長男の力が及ばずかなわないとなると、それを次男にわたし、同じことを三男に対しても行った。そのあとで棒の束をばらし、一本ずつ3人の子に分け与えた。彼が棒を折るよう言うと、子どもたちは一発でそれを折った。この例をもって、彼は彼らに行った。「もしお前たちが調和と愛の元に結束し続けるなら、お前たちは敵に征服されぬ不屈の者たちとなるだろう。しかしもしお前たちの間で喧嘩と対立が起きて、3つの国に分かれて長男の元に従わなくなったなら、お前たちは共に各個に滅ぼされ、お前たちの隣人たちによってまったく灰燼に帰すだろう。」—コンスタンティノス7世、帝国統治論第41章、

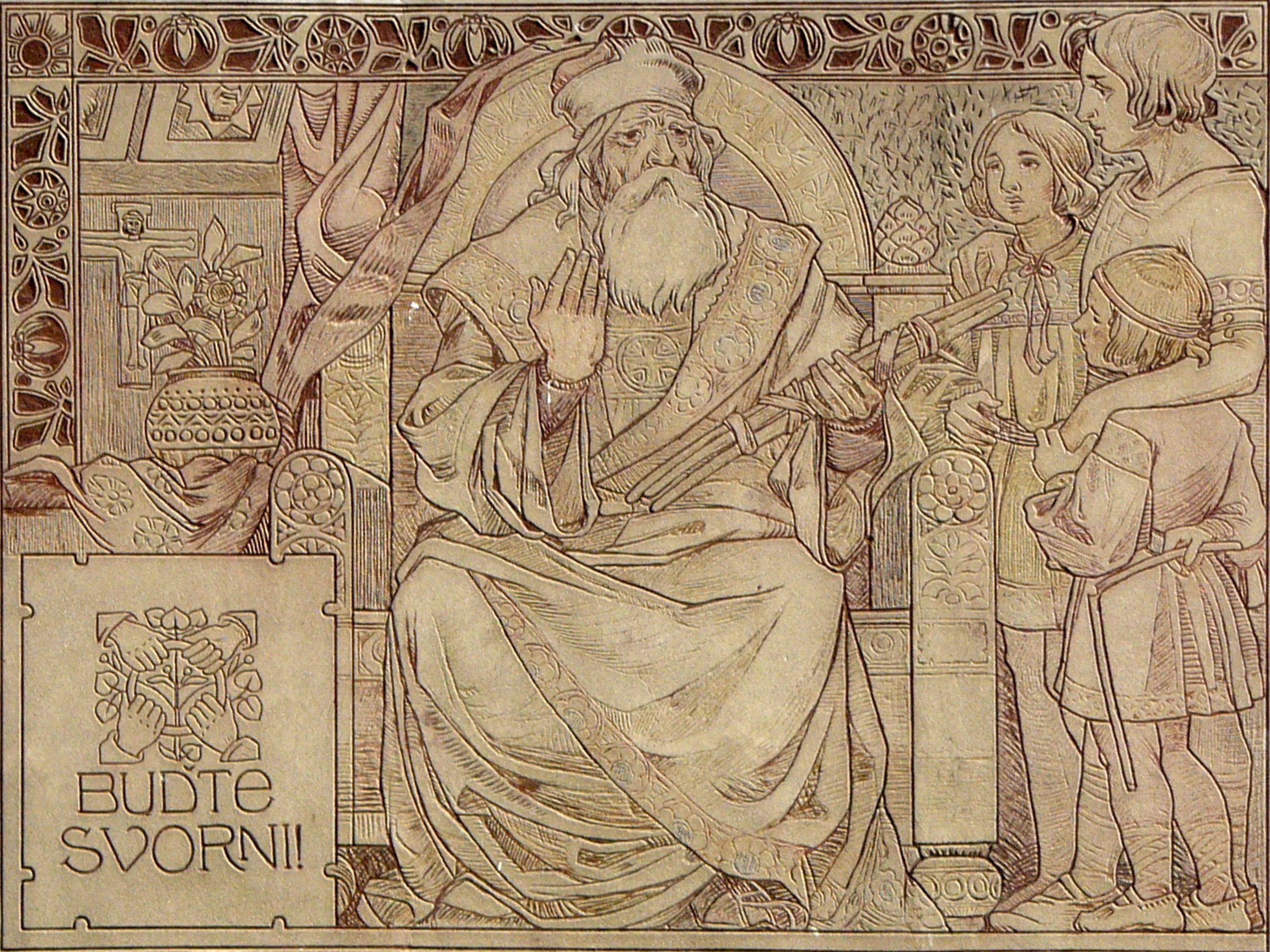
スヴァトプルク1世と3本の棒の伝説

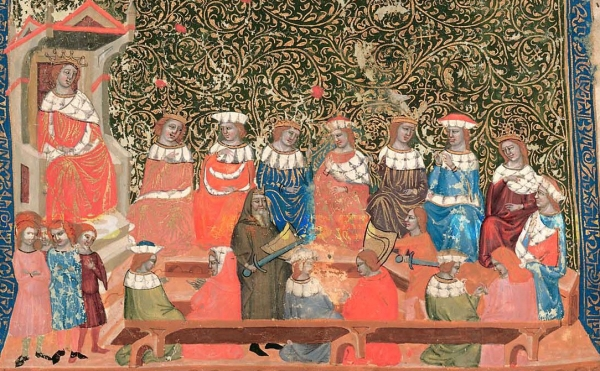
アルヌルフの宮廷で僧に変装しているスヴァトプルク1世。14世紀のダリミル年代記より

ハンガリーの伝説によれば、マジャル人（ハンガリー人）は象徴的な儀式を通じてスヴァトプルク1世から国を買い上げたのだという。すなわち、マジャル人が白馬と馬具屋を贈ったのに対し、スヴァトプルク1世は土と水と草をもって返礼したという話である。また別に伝えられるところでは、マジャル人との「契約」を拒否したスヴァトプルク1世は、戦いの末にドナウ川で溺死させられたともいう。こうした伝説は、単に894年にスヴァトプルク1世とマジャル人が同盟を結んだときに行われた一般的な異教的儀式を伝えているだけであると考えられている。
歴史家のRyszard Grzesikは、13世紀のハンガリーの年代記ゲスタ・フンガロルムに登場する「メヌモルト」という君主は、モラヴィアのスヴァトプルク1世の「化身」であると述べている。
1722年、ハンガリーのトルナヴァ大学の法学教授ミハエル・ベンチクは、ハンガリー王国の版図の一部だったトレンチーン県（現スロバキア）の貴族や住民は「スヴァトプルク1世がマジャル人に売った国の残余であり、よってスロバキア人は永遠の農奴となったのである」と述べた。これに対して1728年、ドゥブニカのカトリック聖職者ヤーン・バルタザール・マギンがスロバキア人の立場から反論を行った。これは現在知られている限り最古の、スロバキアのネイションを擁護する言説である。また他のカトリック聖職者ユライ・ファーンドリは、ラテン語でCompendiata historia gentis Slavae（スロバキアのネイションの簡潔な歴史）と題した歴史書を書き、その中でモラヴィアはスロバキア人の国、よってスヴァトプルク1世はスロバキア人の王であると主張した。1833年、詩人のヤーン・ホリーは、初めて「スロバキア人の過去」を扱った詩集Svätoplukを出版した。